# Diego Dabove
Diego Omar Dabove (Banfield, 18 de janeiro de 1973) é um treinador e ex-futebolista argentino que atuava como goleiro. Atualmente comanda o Tigre.

## Carreira como jogador
Fez a base em Lanús desde os 11 aos 21 anos onde íntegra o plantel profissional até 1995.
Depois, jogou em Argentino de Quilmes (B Metropolitano), Cañuelas FC (Primeiro C), Ferro de Geral Bico (A Pampa) (Federal A) e Sporting Clube de Laboulaye (Torneio Argentino B), onde teve uma lesão num ombro. Em julho do ano 2000 recaló no clube Desportivo Riestra onde joga só alguns partidos e por sua lesão no ombro se retirou do futebol aos 27 anos.

## Carreira como treinador de goleiros
Rapidamente foi convocado por Miguel Ángel Russo para trabalhar como seu ayudante em Los Andes (Primeira de AFA, em 2000). Já como treinador de arqueiros, de 2001 a 2004 esteve em Lanús, com Daniel ‘Profe’ Córdoba, Osvaldo ‘Chiche’ Sosa, Miguel Brindisi e Carlos Ramaciotti. Em 2004 esteve em Boca Juniors com Brindisi, em 2005 em Lanús com Gorosito, em 2006 em Huracán com Chiche Sosa.
Para a segunda metade de 2016, é convocado por Gabriel Schürrer para somar-se como treinador de arqueiros do Sarmiento de Junín da Primeira Divisão do futebol argentino. No fim de 2016 é contratado pelo Arsenal Futebol Clube, que incorpora a Lucas Bernardi e o inclui em seu corpo técnico.

## Carreira como treinador

### Godoy Cruz
Em janeiro do 2017 é contratado por Godoy Cruz como treinador da divisão reserva onde realiza uma grande campanha no primeiro semestre sacando à equipa da última posição, o colocando no meio de tabela e lhe dando crescimento aos juvenis do clube. Neste lapso debutan 4 jogadores e somam-se outros 8 ao modelo da primeira equipa.
Em Godoy Cruz, atingiu o subcampeonato na Superliga 2017-18, e a consequente classificação à Copa Libertadores 2019. É o treinador com melhor média de efectividade na história do clube mendocino em Primeira Divisão.

### Argentinos Juniors
No Argentinos Juniors, conseguiu o 5º posto na Superliga 2019-20 evitando o descenso, e classificando o time para a Copa Libertadores 2021.

### San Lorenzo
Em janeiro de 2021, renunciou ao concluir a Copa Diego Armando Maradona ao clube da Paternal e assumiu como treinador de San Lorenzo, onde depois renunciou ao não se classificar aos quartos de final da Copa Une Profissional.

### Bahia
O Bahia anunciou, 18 de agosto de 2021, a contratação do técnico argentino Diego Dabove, de 48 anos. Ele chega para assumir o lugar de Dado Cavalcanti, demitido após a derrota para o Atlético-GO.

### Instituto
No dia 7 de junho de 2023, foi anunciado como novo treinador do Instituto.